# 1920年アントワープオリンピックのフィンランド選手団
1920年アントワープオリンピックのフィンランド選手団（1920ねんアントワープオリンピックのフィンランドせんしゅだん）は、1920年8月14日から9月12日にかけてベルギーのアントウェルペン州アントワープで開催された1920年アントワープオリンピックのフィンランド選手団、およびその競技結果。

## 概要
今大会は金メダル15個、銀メダル10個、銅メダル9個の合計34個のメダルを獲得した。

## メダル
| メダル | 選手名                                                             | 競技               | 種目                     |
| ------ | ------------------------------------------------------------------ | ------------------ | ------------------------ |
| 金     | パーヴォ・ヌルミ                                                   | 陸上               | 男子10000m               |
| 金     | ハンネス・コーレマイネン                                           | 陸上               | 男子マラソン             |
| 金     | ビルホ・ツーロス                                                   | 陸上               | 男子三段跳               |
| 金     | ビレ・ペルヘレ                                                     | 陸上               | 男子砲丸投               |
| 金     | エルマー・ニクランダー                                             | 陸上               | 男子円盤投               |
| 金     | ヨニ・ミューラ                                                     | 陸上               | 男子やり投               |
| 金     | エーロ・レートネン                                                 | 陸上               | 男子五種競技             |
| 金     | パーヴォ・ヌルミ                                                   | 陸上               | 男子クロスカントリー個人 |
| 金     | パーヴォ・ヌルミ ヘイッキ・リーマタイネン テオドル・コスケンニエミ | 陸上               | 男子クロスカントリー団体 |
| 金     | ルドビカ・ヤコブソン ウォルター・ヤコブソン                        | フィギュアスケート | ペア                     |
| 銀     | パーヴォ・ヌルミ                                                   | 陸上               | 男子5000m                |
| 銀     | エルマー・ニクランダー                                             | 陸上               | 男子砲丸投               |
| 銀     | アルマス・タイパレ                                                 | 陸上               | 男子円盤投               |
| 銀     | ウルホ・ペルトネン                                                 | 陸上               | 男子やり投               |
| 銅     | ペッカ・ヨハンソン                                                 | 陸上               | 男子やり投               |
| 銅     | フーゴ・ラーティネン                                               | 陸上               | 男子五種競技             |
| 銅     | ヘイッキ・リーマタイネン                                           | 陸上               | 男子クロスカントリー個人 |